# سیارک ۶۴۲۸۸
سیارک ۶۴۲۸۸ (به انگلیسی: 64288 Lamchiuying، نامگذاری:2001UL10) شصت و چهار هزار و دویست و هشتاد و هشتمین سیارک کشف شده‌است که در ۱۸ اکتبر ۲۰۰۱ کشف شد.